# Jean-Louis Raduit de Souches

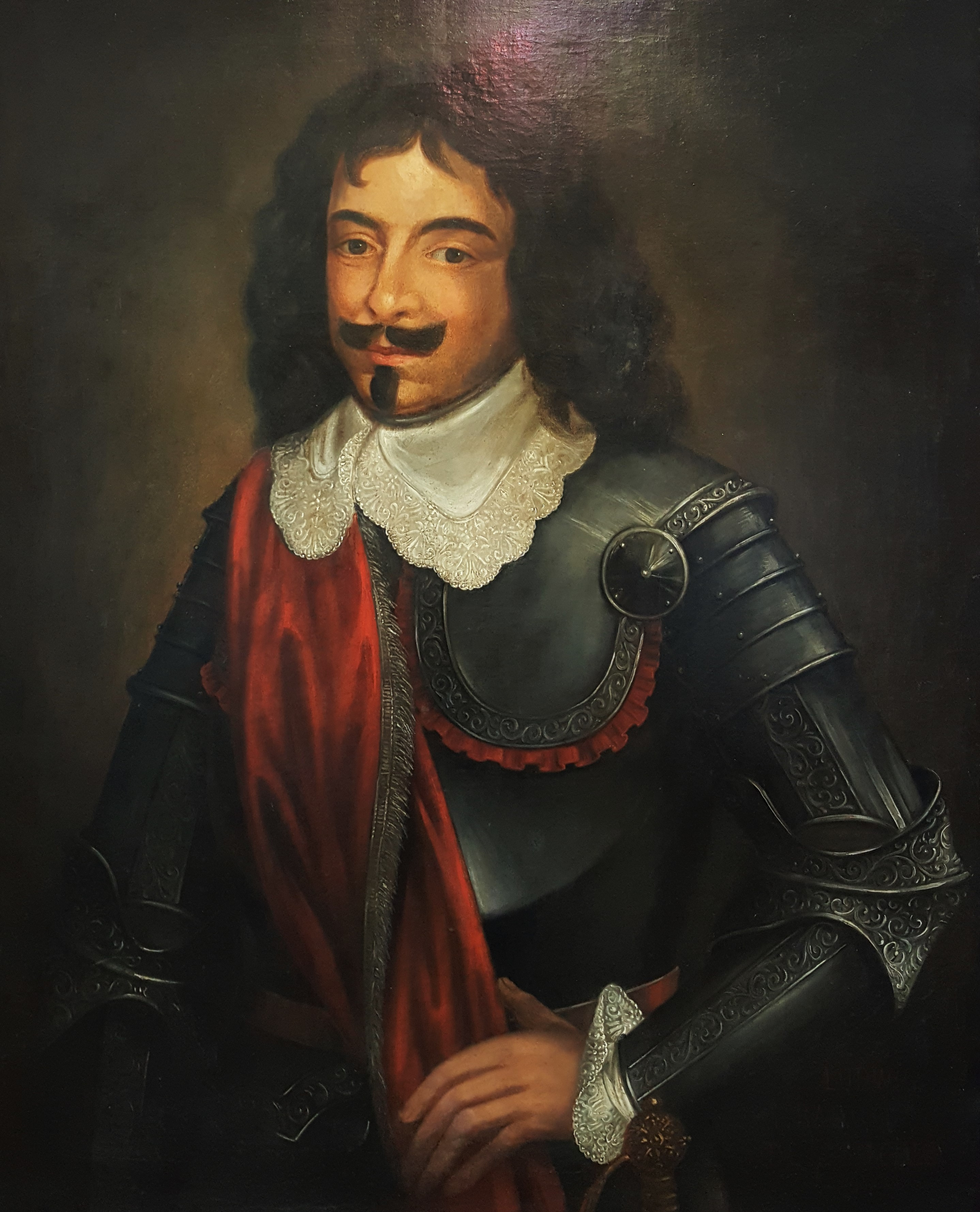
Jean-Louis Raduit de Souches.

Jean-Louis Raduit de Souches, född den 16 augusti 1608 i La Rochelle, död den 12 augusti 1683 i Jaispitz, Mähren, var en fransk friherre och krigare.
Souches, var av hugenottsläkt, lämnade sitt fädernesland, sedan hugenotterna 1628 förlorat La Rochelle, och gick i svensk krigstjänst. Efter åtskilliga tvister med sina förmän lämnade han denna som överste 1642 och gick över till de kejserliga. Han ledde som kommendant det behjärtade försvaret av Brünn, när det belägrades av Lennart Torstenson från maj till augusti 1645, och utnämndes samma år till generalfältvaktmästare, 1646 till friherre samt 1648 till fältmarskalklöjtnant och kommendant i Mähren. Souches övergick mot slutet av sitt liv till katolicismen.